# Legió II Italica
La Legió II Italica va ser una legió romana creada per l'emperador Marc Aureli l'any 165 (juntament amb la I Italica) per lluitar a Germània contra els marcomans, segons diu Cassi Dió. Al mateix temps, el seu germà i coemperador Luci Aureli Ver feia la guerra a la frontera contra l'imperi part. L'emblema d'aquesta legió era una lloba amb els bessons Ròmul i Rem, per indicar que la legió havia estat reclutada pels dos germans.
Es tenen notícies a la II Italica fins al començament del segle v. No es coneix on estava situada fins a l'any 171, quan estava destinada a Noricum, a la frontera del Danubi, on eren freqüents les incursions germàniques. L'any 180 la legió va ser estacionada a Lauríacum, actual Lorch. L'any 193 la legió va recolzar Septimi Sever i el nou emperador la va premiar amb el cognomen de Fidelis. Septimi Sever va utilitzar algunes cohorts d'aquesta legió (vexillatio) en les lluites contra els usurpadors Pescenni Níger i Clodi Albí.
Al segle iii, la Legió II Italica va prendre part a les guerres de Maximí a Dàcia i potser també en una campanya per defensar-se dels visigots. A la guerra entre l'emperador Gal·liè i Pòstum I, governador de les Germànies Superior i Inferior, la legió es va decantar per Gal·liè, i l'emperador la va recompensar amb els cognomens de Pia V Fidelis V («cinc vegades fidel i lleial»), Pia VI Fidelis VI i finalment Pia VII Fidelis VII.
Durant el segle iv la legió va seguir estacionada a Lauríacum, encara que es coneix poc el seu paper en aquesta època. Hi ha registres que diuen que defensava les fronteres del Danubi encara al segle v.